# Эппинг (город, Великобритания)
Эппинг — небольшой торговый город в районе Эппинг-Форест в графстве Эссекс, Англия. Расположен на расстоянии 5,6 км к северо-востоку от Лотона (англ.), в 7,4 км к югу от Харлоу и на расстоянии 17,5 км к северо-западу от Брентвуда.
Эппинг — город-побратим с немецким городом Эппинген на северо-западе Баден-Вюртемберга. Братание произошло в 1981 году. Эппинг знаменит благодаря эппингскому сливочному маслу, которое высоко ценилось в XVIII и XIX веках (больше не изготавливается) и благодаря эппингской колбасе (её до сих пор изготовляют церковные мясники).